# Bernal Díaz del Castillo

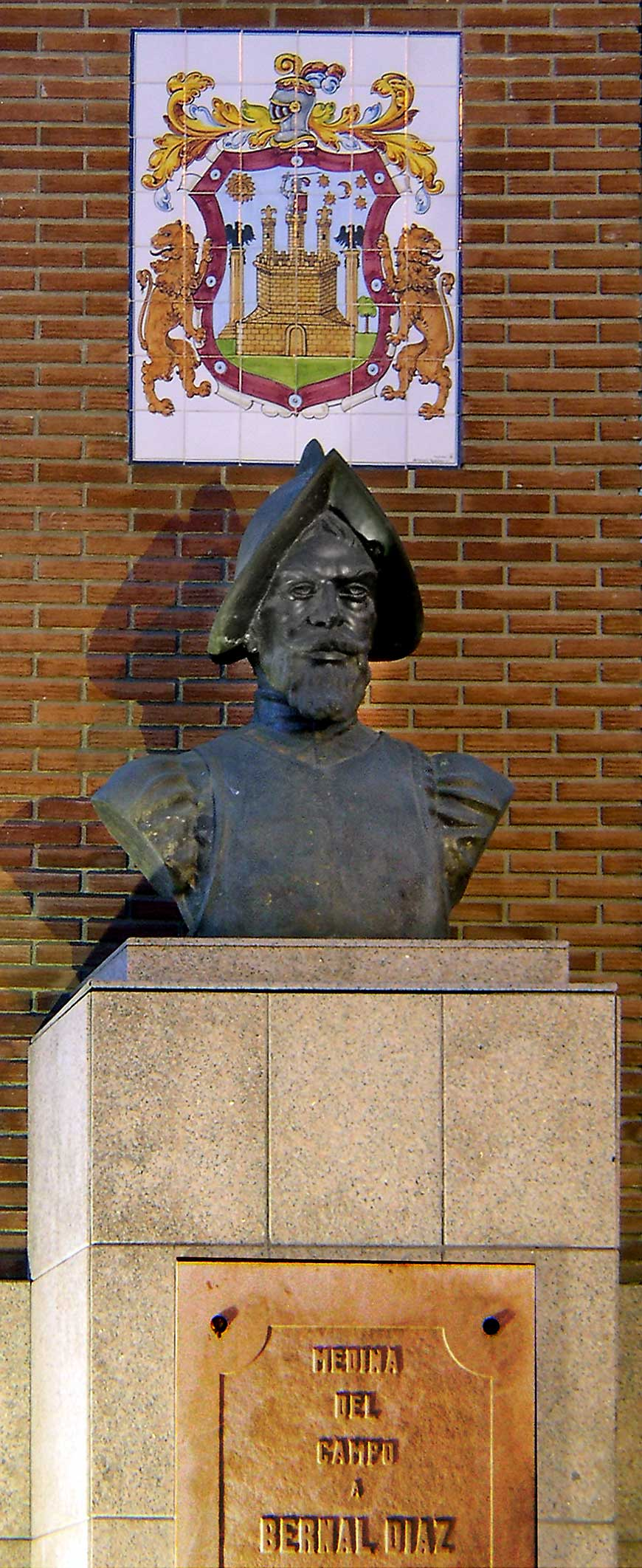
Bystavbildning av Bernal Díaz i Medina del Campo.

Bernal Díaz del Castillo, född omkring 1495–1496 i Medina del Campo, död omkring 1584 i Antigua Guatemala, var en spansk conquistador och historiker.

## Biografi
Díaz del Castillo stred på Kuba, i Florida och under Hernán Cortés i Mexiko mot Moctezumas azteker. Han deltog i 119 drabbningar och skildrade sina öden vidlyftigt och detaljrikt i sin Historia verdadera de la conquista de la Nueva España (utgåva i förvanskad form 1632, översatt till tyska och franska, nya utgåvor direkt efter Díaz del Castillos handskrift 1905 och 1928, översatt till danska 1906–1909 och engelska 1908–1916). Siv och Börje Söderlunds svenska översättning, Mexicos erövring, gavs ut 1965.